# Steve Wallis
Pour les articles homonymes, voir Wallis.
Steven Wallis (né le 10 septembre 1981), mieux connu sous le nom Steve ou Steve Wallis, également surnommé The Bob Ross of Stealth Camping (en français : le Bob Ross du Camping furtif), est un Youtubeur canadien connu principalement pour ses vidéos de camping et de loisir en extérieur.

## Activité sur YouTube
Depuis la création de sa chaîne le 19 avril 2010, la chaîne de Steve est axée sur un style atypique de camping, comme le boondocking ou le urban stealth (camping furtif urbain). Il pratique également la recherche d'or dans les ruisseaux, le bushcraft, ou parfois simplement le camping traditionnel,,,,.
Nombre de ses projets sont centrés sur le renouvellement de la popularité du camping auprès du grand public. Cette volonté s'illustre notamment dans ses vidéos lorsqu'il campe sur des places de parking ou dans un van, il montre également à sa communauté des techniques simples pour le camping tel que l'utilisation de gel hydroalcoolique pour allumer un feu de camp. Il montre ainsi qu'il n'est pas nécessaire de posséder du matériel de camping coûteux pour pouvoir partir en excursion.
Il réalise certaines de ses vidéos avec Crazy Neighbor (le voisin fou).
Depuis juillet 2020, Steve poste une vidéo par semaine tous les jeudis. Ses vidéos durent entre 15 et 35 minutes et se composent d'une phase de construction et de mise en place du camp, de l'allumage du feu de camp, de la préparation de son dîner, du moment auquel il se couche, de son réveil au petit matin, du démantèlement de son camp et de son départ.

## Vie privée
Steve Wallis est né à Vancouver le 10 septembre 1981. Il réside actuellement dans la banlieue de Edson dans la province d'Alberta. Il résidait par le passé dans la ville d'Edmonton, ville dans laquelle il tourne souvent ses vidéos de camping furtif.